# М-35
М-35 — советская малая подводная лодка серии XII типа М — «Малютка» Черноморского флота ВМФ СССР.

## Служба
Подводная лодка "М-35" была заложена 22 февраля 1939 года в Горьком на заводе № 112 ("Красное Сормово"), заводской номер 269. Спущена на воду 20 августа 1940 года. Швартовые испытания лодки проходили на Черном море в Николаеве. Вошла в состав Черноморского флота 24 февраля 1941 года, в состав 8 ДПЛ 2-й бригады подводных лодок Черноморского флота.  

### Участие в Великой Отечественной войне
С начала войны принимала активное участие в боевых действиях: несение позиционной и дозорной службы.

#### Торпедная атака 27 октября 1941 года
27 октября 1941 года советская подводная лодка «М-35» (командир — старший лейтенант Грешилов М. В.) из состава 8-го дивизиона подводных лодок 2-й бригады ПЛ ЧФ с утра находилась к северо-востоку от мыса Олинька (Сфынту-Георге) на позиции № 19. На рассвете в 15 милях к югу от Сулины лодка погрузилась. Видимость днём была плохая — туман, моросящий дождь.
В 14:25 субмарина легла под берегом на грунт на глубине 8,5 метров. Акустик прослушивал окрестности, каждые 5 минут для осмотра горизонта вахтенный офицер поднимал перископ, не отрывая лодку от грунта. Видимость составляла 4-6 кабельтовых. В 17:10 вахтенный офицер Бодаревский Ю. С. по пеленгу 18° обнаружил в перископ дым и вызвал в центральный пост командира лодки, который приказал идти на сближение с целью. В 18:44 «М-35» всплыла в позиционное положение и обнаружила в районе мола у Сулины большой транспорт, стоявший на якоре. Лодка легла на курс 345°.
В 19:15 были подготовлены к выстрелу торпедные аппараты. Продолжать движение в позиционном положении было опасно, так как ещё недостаточно стемнело, и субмарину могли обнаружить с транспорта или береговых постов. Атаковать в подводном положении было невозможно из-за плохой видимости в перископ. Грешилов принял решение погрузиться, подойти к судну на дистанцию залпа по счислению, после чего всплыть для атаки.
В 19:41 «М-35» погрузилась на перископную глубину. На ходу лодка коснулась грунта и вылезла на глубину до трёх метров. Была продута средняя цистерна, и «малютка» подвсплыла на глубину 2,5 метра. В 19:51 субмарина, сойдя с грунта, отошла на бо́льшие глубины и погрузилась на глубину 7 метров. В 20:00 «М-35», продув среднюю, всплыла на поверхность. Видимость составляла 3 кабельтова, шёл дождь. В 20:07 был задраен рубочный люк, лодка погрузилась на глубину 8 метров.
В 20:15 «М-35» снова всплыла под среднюю. Командир дал команду: «Аппараты товсь!». В 20:17 лодка легла на курс 245°.
В 20:20 «М-35» произвела из позиционного положения с дистанции 4-5 кабельтовых торпедную атаку, прицельно выполнив по транспорту двухторпедный залп из носовых аппаратов при угле упреждения 0° и угле встречи 90° (курс лодки составлял 246°).
В 20:21 субмарина погрузилась. Был услышан взрыв.
В 20:24 подводная лодка всплыла под среднюю, затем продула главный балласт. Над транспортом наблюдался столб чёрного дыма, с берега на судно сигналили прожектором. Грешилов приказал лечь на курс 180°, выводя «М-35» из района торпедной атаки в крейсерском положении.
В 20:55 по пеленгу 330° наблюдался идущий вдоль берега на юг корабль, силуэтом напоминающий миноносец.
В 21:30 была объявлена боевая готовность № 2, «М-35» начала возвращение в базу, где Грешилов доложил командованию бригады об успешно проведённой торпедной атаке, в результате которой был потоплен транспорт противника.
По данным противника, 27 октября 1941 года в 12:51 германский транспорт «Schiff 29» и венгерские суда «Kassa», «Budapest», идущие от Бугаза в Тульчу, бросили якорь на рейде Сулины. Там румынские лоцманы сообщили, что имеющий осадку 5,18 метров «Schiff 29» не пройдёт песчаную банку и не сможет войти в Дунай. Поэтому путь в Тульчу продолжили только «Kassa» и «Budapest». «Schiff 29» остался на рейде Сулины, доложив о ситуации в Морское учебное командование в Румынии (Deutsches Marinelehrkommando Rumänien). В 19:24 в правый борт судна попала торпеда, но не взорвалась. Вторая торпеда прошла под килем, третья — перед форштевнем. «Schiff 29» немедленно начал поднимать якорь и дал ход, не дожидаясь завершения выборки якорной цепи. Несмотря на то что работали только два котла (запасы угля на судне подходили к концу) транспорт развил скорость 13 узлов и взял курс на Констанцу. 28 октября 1941 года в 06:55 «Schiff 29» вошёл в Нефтяную гавань Констанцы.
14 сентября 1942 года при срочном погружении для уклонения от самолёта противника подводная лодка «М-35» из-за попадания воды в дизельный отсек провалилась на глубину 100 метров. Благодаря действиям А. С. Морухова, продувшему по приказанию командира цистерну быстрого погружения и кормовую цистерну главного балласта, подводная лодка не достигла критической глубины. 
21 октября 1942 года подлодкой был потоплен немецкий транспорт "Ле Прогресс" (511 брт). 
В мае 1943 года ПЛ М-35 была удостоена звания Гвардейской. 
17 августа 1953 года подводная лодка "М-35" была выведена из боевого состава, разоружена, переформирована в ПЗС и поставлена на прикол, а 20 июня 1956 года исключена из состава ВМФ в связи со сдачей в ОФИ для демонтажа и реализации. 

## Командиры
- старший лейтенант Грешилов М. В. (1941-24.11.1942)[1]
- капитан-лейтенант Прокофьев В. М. (24.11.1942—11.1945), дослужился до контр-адмирала

## Герои Советского Союза
- Морухов, Александр Сергеевич, старший краснофлотец, командир отделения трюмных машинистов.